# Costus spectabilis
Costus spectabilis är en enhjärtbladig växtart som först beskrevs av Edward Fenzl, och fick sitt nu gällande namn av Karl Moritz Schumann. Costus spectabilis ingår i släktet Costus och familjen Costaceae. Inga underarter finns listade.

## Bildgalleri